# ナコト写本
ナコト写本（ナコトしゃほん、Pnakotic Manuscript）は、クトゥルフ神話作品に登場する架空の文献。イースの大いなる種族と関連する。
別の文献エルトダウン・シャーズ（Eltdown Shards）とも関連があるため、併せて解説する。

## ナコト写本
クトゥルフ神話で言及される書物の中でも最も古いもの。創造者はハワード・フィリップス・ラヴクラフト。初登場作品は『北極星』。
ドリームランドに完全版が1冊ある。目覚めの世界には15世紀に訳された英語の写本が5冊あるがいずれも不完全版。

### 基本設定
ラヴクラフトが基本設定を定めた。
氷河時代以前の北極圏ロマールの民が所持していた。ロマールの民はノフ＝ケーに滅ぼされ、このとき最後の1冊がドリームランドに持ち込まれ、ウルタールの神殿で保管されている。賢人バルザイは、ドリームランドに住まう「大地の神々」についてこの書から学んだという。
目覚めの世界にも断片が幾つかある。イースの大いなる種族に関する記述がある。第八断片にはラーン＝テゴスに関する詳細な記述が存在する。ナコト写本とエルトダウン・シャーズの内容は似ている。

### 派生設定
第二世代作家であるリン・カーターは、大いなる種族と文献「ナコト写本」について、様々な設定を追加した。原著者はイースの大いなる種族とされている。
「無名祭祀書」の記述によると、大いなる種族が未来に旅立った後に彼らが残していった記録をまとめたものが、ナコト写本であり、書名は彼らの都市「ナコタス」に由来する。編纂は「ナコトの同胞教団」によるもの。
「妖蛆の秘密」には、時間を遡るための方法が記されており、その儀式には「ナコト五芒星形」が必要とされている。このナコト五芒星形はナコト写本に由来するもの。
ナコト写本の末尾には、ハイパーボリア滅亡の顛末が記されている。この箇所は、ナコトの同胞教団が後から付け加えた部分にあたる。なおロマールとハイパーボリアは、ともに古代のグリーンランドのあたりに存在した地とされているが、時系列についてはよくわかっていない。
ドリームランドに持ち込まれたものとは別ルートで、ロマールの生き残りが書き継いだものもあり、マサチューセッツ州のある町に伝わる。こちらにはヴーアミ族が絡んできて、設定が複雑化している。

### ナコト写本の登場・言及作品
- ハワード・フィリップス・ラヴクラフト：北極星、蕃神、未知なるカダスを夢に求めて、狂気の山脈にて、博物館の恐怖、銀の鍵の門を越えて、時間からの影、闇をさまようもの、1936年2月13日付リチャード・F・シーライト宛書簡
- オーガスト・ダーレス：戸口の彼方へ、生きながらえるもの
- リン・カーター：クトゥルー神話の魔道書、シャッガイ、陳列室の恐怖、深淵への降下、炎の侍祭[注 2]
- ロバート・M・プライス：裏道

## エルトダウン・シャーズ
創造者はリチャード・F・シーライトで、初出は『暗根』。またラヴクラフトがシーライトの添削に関わったこともあって自作に積極的に織り込んでもいる。そのため二作家で設定が必ずしも一致しない。
1882年にイギリス南部エルトダウンの三畳紀の地層から発掘された23枚の粘土板破片（シャーズ）。人類以前の言語で刻まれていた。当初は翻訳不可能と言われたが、アーサー・ブルック・ウィンスタース＝ホール牧師とウィットニィ博士が別々に翻訳を成功させている。
ラヴクラフト設定＝ホール牧師版
ホール牧師が粘土板のごく一部を英語翻訳し、1912年に64ページの小冊子として350部を印刷した。イースの大いなる種族やイース星系について触れられ、イェーキュブの生物による地球侵略を大いなる種族が阻止した顛末が記されている。
内容がナコト写本と「似ている」。
シーライト設定＝ウィットニィ博士版
ウィットニィ博士が、第19粘土板をほぼ完全に翻訳している。全知を司るという「知識を守るもの」の召喚術が書かれている。だが翻訳を終えた博士は死んでいる。
魔道師オム・オリスと悪魔アヴァロスの戦いについて記されている。
その他
RFシーライトの息子のフランクリン・シーライトもクトゥルフ神話を手掛けており、プニーフタールへの言及など、本文献の内容を拡張している。
ラヴクラフトの『アロンソ・タイパーの日記』にて、ナトコ写本とエルトダウン・シャーズの両方が、コラズィン村のヴァン・デル・ハイル屋敷に存在する。
リン・カーターは、ホール牧師版小冊子を「サセックス稿本」と呼んでおり、エルトダウンとサセックスが混同されている。

### シャーズの登場・言及作品
- ハワード・フィリップス・ラヴクラフト：彼方よりの挑戦、時間からの影、1936年2月13日付リチャード・F・シーライト宛書簡
- リチャード・F・シーライト：暗根、知識を守るもの
- フランクリン・シーライト